# Grand Prix Švýcarska 1953
Grand Prix Švýcarska 1953 (oficiálně XIII Großer Preis der Schweiz) se jela na okruhu Bremgarten v Bernu ve Švýcarsku dne 23. srpna 1953. Závod byl osmým v pořadí v sezóně 1953 šampionátu Formule 1.

## Kvalifikace
| Poř.   | No. | Jezdec               | Konstruktér    | Čas      | Ztráta |
| ------ | --- | -------------------- | -------------- | -------- | ------ |
| 1      | 32  | Juan Manuel Fangio   | Maserati       | 2:40.1   | —      |
| 2      | 46  | Alberto Ascari       | Ferrari        | 2:40.7   | + 0.6  |
| 3      | 24  | Nino Farina          | Ferrari        | 2:42.6   | + 2.5  |
| 4      | 8   | Maurice Trintignant  | Gordini        | 2:43.8   | + 3.7  |
| 5      | 36  | Onofre Marimón       | Maserati       | 2:44.5   | + 4.4  |
| 6      | 28  | Luigi Villoresi      | Ferrari        | 2:44.6   | + 4.5  |
| 7      | 26  | Mike Hawthorn        | Ferrari        | 2:48.1   | + 8.0  |
| 8      | 42  | Toulo de Graffenried | Maserati       | 2:49.9   | + 9.8  |
| 9      | 20  | Ken Wharton          | Cooper-Bristol | 2:51.5   | + 11.4 |
| 10     | 30  | Felice Bonetto       | Maserati       | 2:52.0   | + 11.9 |
| 11     | 34  | Hermann Lang         | Maserati       | 2:54.8   | + 14.7 |
| 12     | 6   | Jean Behra           | Gordini        | 2:55.0   | + 14.9 |
| 13     | 2   | Jacques Swaters      | Ferrari        | 2:55.1   | + 15.0 |
| 14     | 10  | Louis Rosier         | Ferrari        | 2:55.4   | + 15.3 |
| 15     | 16  | Lance Macklin        | HWM-Alta       | 2:57.1   | + 17.0 |
| 16     | 14  | Paul Frère           | HWM-Alta       | 2:57.9   | + 17.8 |
| 17     | 38  | Peter Hirt           | Ferrari        | 3:01.5   | + 21.4 |
| 18     | 18  | Albert Scherrer      | HWM-Alta       | 3:07.4   | + 27.3 |
| 19     | 40  | Max de Terra         | Ferrari        | 3:21.1   | + 41.0 |
| 20     | 4   | Chico Landi          | Maserati       | 3:29.1   | + 49.0 |
| 21     | 12  | Louis Chiron         | OSCA           | Bez času | —      |
| 22     | 22  | Élie Bayol           | OSCA           | Bez času | —      |
| 23     | 44  | Fred Wacker          | Gordini        | Bez času | —      |
| Zdroj: |     |                      |                |          |        |

## Závod
| Poř.   | No. | Jezdec                            | Konstruktér    | Počet kol | Čas/Odstoupení | Pořadí na startu | Body |
| ------ | --- | --------------------------------- | -------------- | --------- | -------------- | ---------------- | ---- |
| 1      | 46  | Alberto Ascari                    | Ferrari        | 65        | 3:01:34.40     | 2                | 9    |
| 2      | 24  | Nino Farina                       | Ferrari        | 65        | + 1:12.93      | 3                | 6    |
| 3      | 26  | Mike Hawthorn                     | Ferrari        | 65        | + 1:35.96      | 7                | 4    |
| 4      | 32  | Juan Manuel Fangio Felice Bonetto | Maserati       | 64        | + 1 kolo       | 1                | 1,5  |
| 5      | 34  | Hermann Lang                      | Maserati       | 62        | + 3 kola       | 11               | 2    |
| 6      | 28  | Luigi Villoresi                   | Ferrari        | 62        | + 3 kola       | 6                |      |
| 7      | 20  | Ken Wharton                       | Cooper-Bristol | 62        | + 3 kola       | 9                |      |
| 8      | 40  | Max de Terra                      | Ferrari        | 51        | + 14 kol       | 19               |      |
| 9      | 18  | Albert Scherrer                   | HWM-Alta       | 49        | + 16 kol       | 18               |      |
| Ret    | 4   | Chico Landi                       | Maserati       | 54        | Převodovka     | 20               |      |
| Ret    | 42  | Toulo de Graffenried              | Maserati       | 49        | Řazení         | 8                |      |
| Ret    | 36  | Onofre Marimón                    | Maserati       | 46        | Motor          | 5                |      |
| Ret    | 8   | Maurice Trintignant               | Gordini        | 43        | Náprava        | 4                |      |
| Ret    | 6   | Jean Behra                        | Gordini        | 37        | Tlak oleje     | 12               |      |
| Ret    | 30  | Felice Bonetto Juan Manuel Fangio | Maserati       | 29        | Motor          | 10               |      |
| Ret    | 16  | Lance Macklin                     | HWM-Alta       | 29        | Motor          | 15               |      |
| Ret    | 38  | Peter Hirt                        | Ferrari        | 17        | Motor          | 17               |      |
| Ret    | 14  | Paul Frère                        | HWM-Alta       | 1         | Motor          | 16               |      |
| Ret    | 2   | Jacques Swaters                   | Ferrari        | 0         | Smyk           | 13               |      |
| Ret    | 10  | Louis Rosier                      | Ferrari        | 0         | Smyk           | 14               |      |
| DNS    | 12  | Louis Chiron                      | OSCA           | 0         | Nestartoval    |                  |      |
| DNS    | 22  | Élie Bayol                        | OSCA           | 0         | Nestartoval    |                  |      |
| DNS    | 44  | Fred Wacker                       | Gordini        | 0         | Nestartoval    |                  |      |
| Zdroj: |     |                                   |                |           |                |                  |      |

Poznámky
1. ↑  Alberto Ascari získal jeden bod za zajetí nejrychlejšího kola.

## Průběžné pořadí po závodě
Pohár jezdců
|        | Pořadí | Jezdec                | Body        |
| ------ | ------ | --------------------- | ----------- |
|        | 1      | Alberto Ascari        | 34,5 (46,5) |
|        | 2      | Nino Farina           | 24 (26)     |
|        | 3      | Juan Manuel Fangio    | 20,5        |
|        | 4      | Mike Hawthorn         | 19 (24)     |
|        | 5      | José Froilán González | 13,5 (14,5) |
| Zdroj: |        |                       |             |